# Школа при церкви Святого Петра
Школа при церкви Святого Петра — старейшее светское учебное заведение в Риге. Функционировала при рижской церкви Святого Петра. Официально школа была открыта в 1353 году.
У истоков этого прогрессивного образовательного заведения в центре Ливонии стоял городской магистрат. Именно по решению рижских ратманов школа была основана при церкви, благоустройство которой в средневековый период истории города также курировали городские власти. В дореформационный период школа считалась латинской (функционировала примерно по схожей модели, что и Домская школа при Домской церкви), её основным предназначением была подготовка юношей-учащихся для постов чиновников в органы городского управления. Тем не менее со второй половины XIV века и до Реформации контроль за школой пытались закрепить за собой как рижский магистрат, так и Домский капитул, верховный орган религиозного правления в Ливонии. Однако по Саласпилскому договору, который был заключен в 1452 году, школу при церкви Святого Петра необходимо было передать в ведение Рижского архиепископа, однако власти города так и не сделали этого, таким образом не подчинившись одному из пунктов договора между тремя основными силами: ратом, архиепископом и Ливонским орденом, военизированной религиозно-рыцарской организацией, игравшую роль феодального сеньора по отношению к Ливонии.
После Реформации победители, апологеты лютеранской веры, приняли решение временно закрыть школу. Она возобновила свою просветительскую деятельность в 70-е годы XVI века, фактически в то десятилетие, когда Рига находилась в статусе вольного города. Первоначально школа располагалась в небольшом помещении у входа в церковь Святого Петра, однако после решения о возрождении старой школы в новом амплуа её переводят в помещения бывшего женского монастыря на улице Скарню (от латинского carnal, что означает «мясной» в связи с мясными складами и лавками, располагавшимися вдоль этой улицы Старого города). Точный адрес школы — улица Скарню, 13, однако здание не сохранилось до наших дней.
В начале XVII века школа пережила настоящий рассвет. Учителем математики в ней устроился работать Мориц Ланге (? — 1630 год), известный рижский счетовод, автор первого в Риге учебника по счётным наукам (можно сказать, по математике). Он был настолько знаковой и колоритной личностью, что вскоре школу поименовали в честь него Школой Маврикия. Под этим названием она и стала впоследствии известной. Мориц (Маврикий) Ланге уделил много внимания развитию у учащихся практических навыков в области торгового счетоводства, что и повлияло на возрастание популярности учебного пособия. К тому же господин Ланге принял решение о преобразовании школы в счётную. Под этим термином можно понимать школу, которая ставила перед собой задачу подготовки торговых чиновников в период с XVI по XVIII век. Предметы, которые изучались в новой счётной школе Маврикия: Закон Божий, чтение, письмо, математика, достаточно подробно изучались бухгалтерское дело и латинский язык. В 1705 году по официальным статистическим данным в школе обучалось 140—150 учеников.